# Лінда Сеґер
Лінда Сью Сеґер (англ. Linda Seger; нар. 27 серпня 1945) — американська письменниця і колишня консультантка зі сценарної майстерності. Авторка книжок про сценарну майстерність.

## Освіта та кар'єра
Сеґер виросла у Пештіго, штат Вісконсин. Здобула ступінь бакалавра Колорадського коледжу 1967 року. 1973 року здобула ступінь магістра Тихоокеанської школи релігії з релігії в мистецтві, а також ступінь магістра з драматургії та богослов'я від афілійованої вищої теологічної спілки 1976 року.
Сеґер є авторкою кількох книжок на тему сценарної майстерності. Вона також працювала консультанткою зі сценарної майстерності і консультувала понад 80 створених фільмів і телевізійних серій до свого виходу на пенсію 2020 року. Окрім книжок про сценарну майстерність, вона написала кілька книжок на тему духовності та релігії.

## Вибрані книги

### Про сценарну творчість
- Seger, Linda (2017). Writing Subtext: What Lies Beneath. Studio City, CA: Michael Wiese Productions. ISBN 978-1-61593-258-0.
- Seger, Linda (2010). Making a Good Script Great (вид. 3rd). Beverly Hills, CA: Silman-James Press. ISBN 978-1-935247-01-2.[9] (Cited over 250 times according to Google Scholar.[10])
- Seger, Linda (2008). And the Best Screenplay Goes To–: Learning from the Winners: Sideways, Shakespeare in Love, Crash. Studio City, CA: Michael Wiese Productions. ISBN 978-1-932907-38-4.[11]
- Seger, Linda; Whetmore, Edward J. (2004). From Script to Screen: the Collaborative Art of Filmmaking. Hollywood, CA: Lone Eagle. ISBN 978-1-58065-054-0.[12]
- Seger, Linda (1996). When Women Call the Shots: The Developing Power And Influence Of Women In Television And Film. New York: Henry Holt & Co. ISBN 978-0-8050-3891-0.[13]

### Про релігію і духовність
- Seger, Linda (2006). Jesus Rode a Donkey: Why Republicans Don't Have the Corner on Christ. Avon, Mass: Adams Media. ISBN 978-1-59337-619-2.[14]

## Переклади українською
2025 року у видавництві «ArtHuss» вийшов український переклад книжки «Пишемо підтекст: Докопатися до коріння». Перекладачка — Наталія Сліпенко. 

## Зовнішні посилання
- Official website as screenwriting consultant
- Official website as author on spirituality
- Лінда Сеґер на сайті IMDb (англ.)